# 文心中清站
文心中清站，副站名天津商圈，當地地名「水湳」，是位於臺中市北區的臺中捷運綠線（烏日文心北屯線）與機場捷運之捷運車站。

## 車站概要
車站位於文心路三、四段與中清路一、二段路口附近（文心路三段上），當地地名為水湳；車站編號為107。

## 車站構造
高架、地下交會車站（綠線為高架車站；機場捷運為地下車站），兩座側式月台（綠線）、一座島式月台（機場捷運），一個出入口。

### 車站樓層
| 地上 四樓          | 轉換層                                        | 月台連絡天橋 |
| 地上 三樓          |                                               |              |
| 側式月台，右側開門 |                                               |              |
| ①號月台            | 烏日文心北屯線 往北屯總站方向（文心崇德站）   |              |
| ②號月台            | 烏日文心北屯線 往高鐵台中站方向（文華高中站） |              |
| 側式月台，右側開門 |                                               |              |
| 穿堂層             | 出入口、服務台、驗票口、自動售票機            |              |

| 地上 二樓 | 中間層 | 樓梯、電扶梯轉接平台 |
| 地面      |        |                      |
| 出入口    | 出入口 |                      |

### 車站出口
於文心路與中清路交叉路口西南角，將以麻園頭溪排水渠道加蓋方式設置單側出入口。
| 出入口                             | 圖片 | 位置                       |
| ---------------------------------- | ---- | -------------------------- |
| 單一出入口 · 設有電梯 · 設有手扶梯 |      | 文心路三段與中清路一段路口 |
| 註： 設有電梯 \| 設有手扶梯        |      |                            |

## 沿革
規劃時站名以當地地名定為「水湳」、工程車站編號為G7。
- 2013年3月15日 - 工程開始[5]（pp. 4-5）。
- 2018年6月30日 - 公告站名[6]。
- 2020年
  - 5月 - 站名更改（中清文心→文心中清）[7]。
  - 11月16日 - 試營運（至12月15日止4週間免費）[8]。
  - 11月22日 - 車輛出現問題，試營運中止[9]。
  - 12月19日 - 原定正式營運日[8]。
- 2021年
  - 3月25日 - 重啟試營運（4月23日止的30日間持IC卡免費，4月24日休息。）[10]。
  - 4月25日 - 正式營運[10]。

## 利用狀況
文心中清站2022全年每日進出人次約3,433人次，是台中捷運系統中第4大站。
| 年   | 年間    | 年間    | 年間      | 單日平均 | 單日平均 |
| 年   | 進站    | 出站    | 進出站計  | 進站     | 進出站   |
| ---- | ------- | ------- | --------- | -------- | -------- |
| 2022 | 626,002 | 626,978 | 1,252,980 | 1,715    | 3,433    |

## 相片集

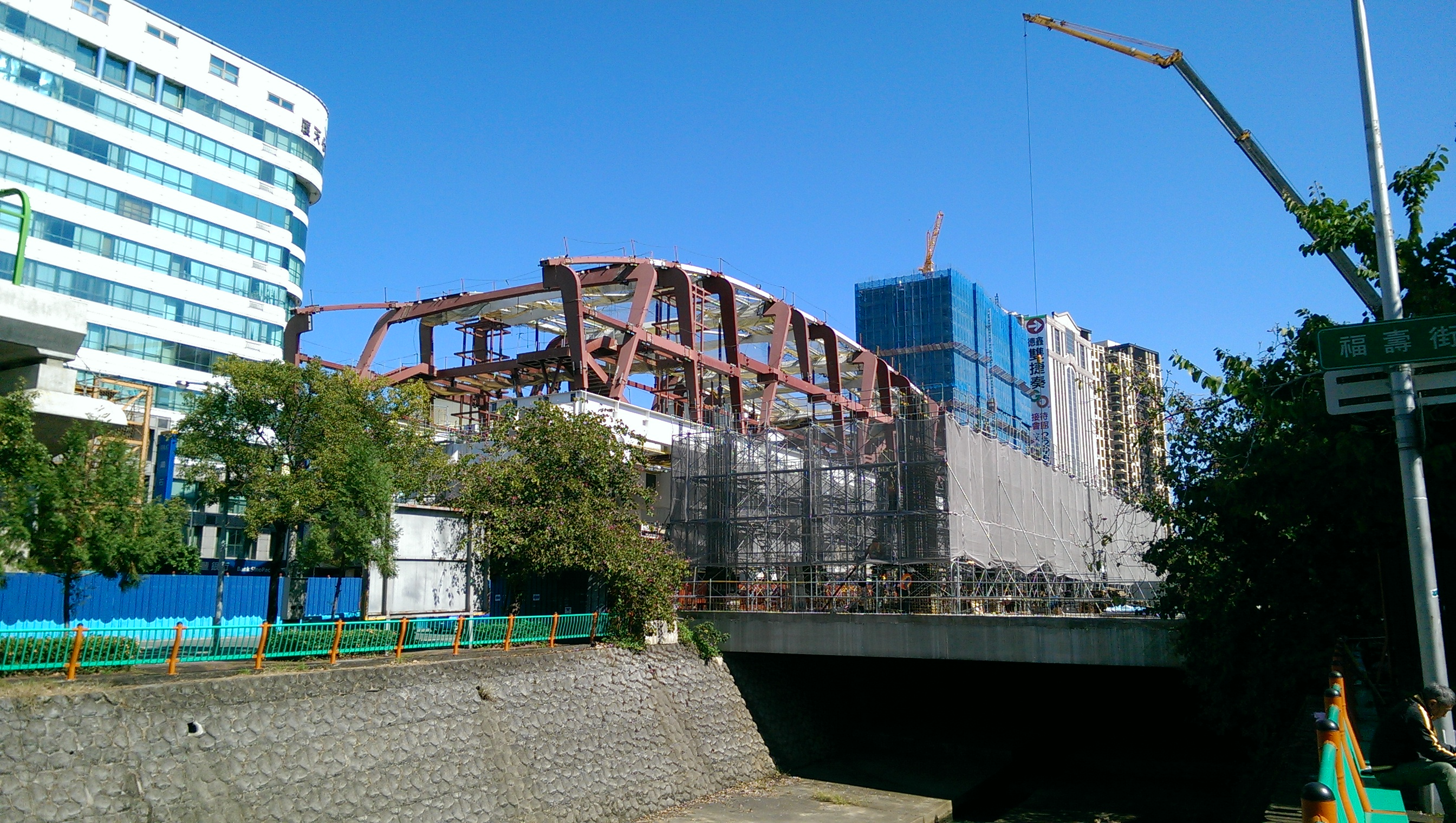
興建中的文心中清站2016年1月工程
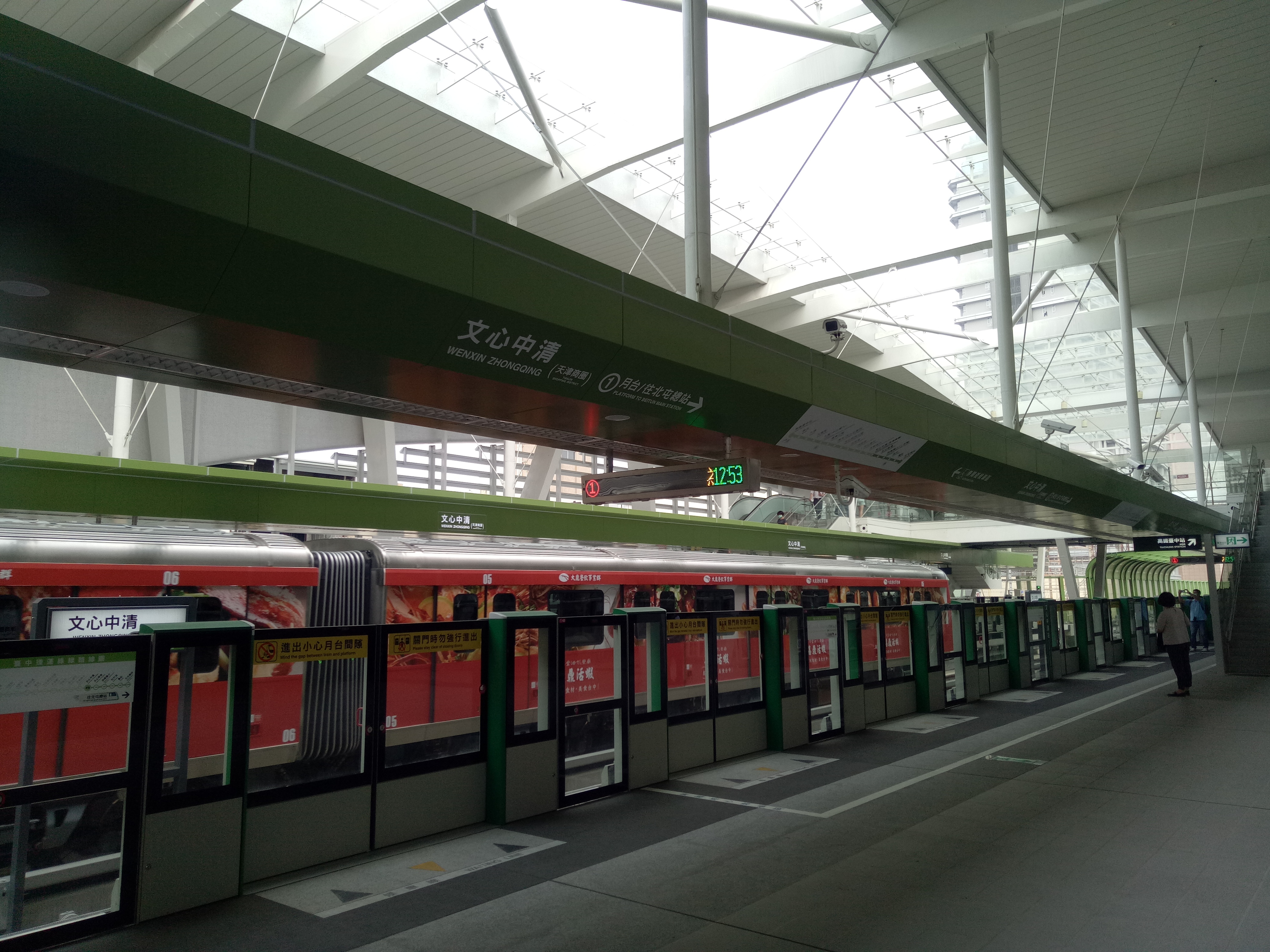
文心中清站1號月台
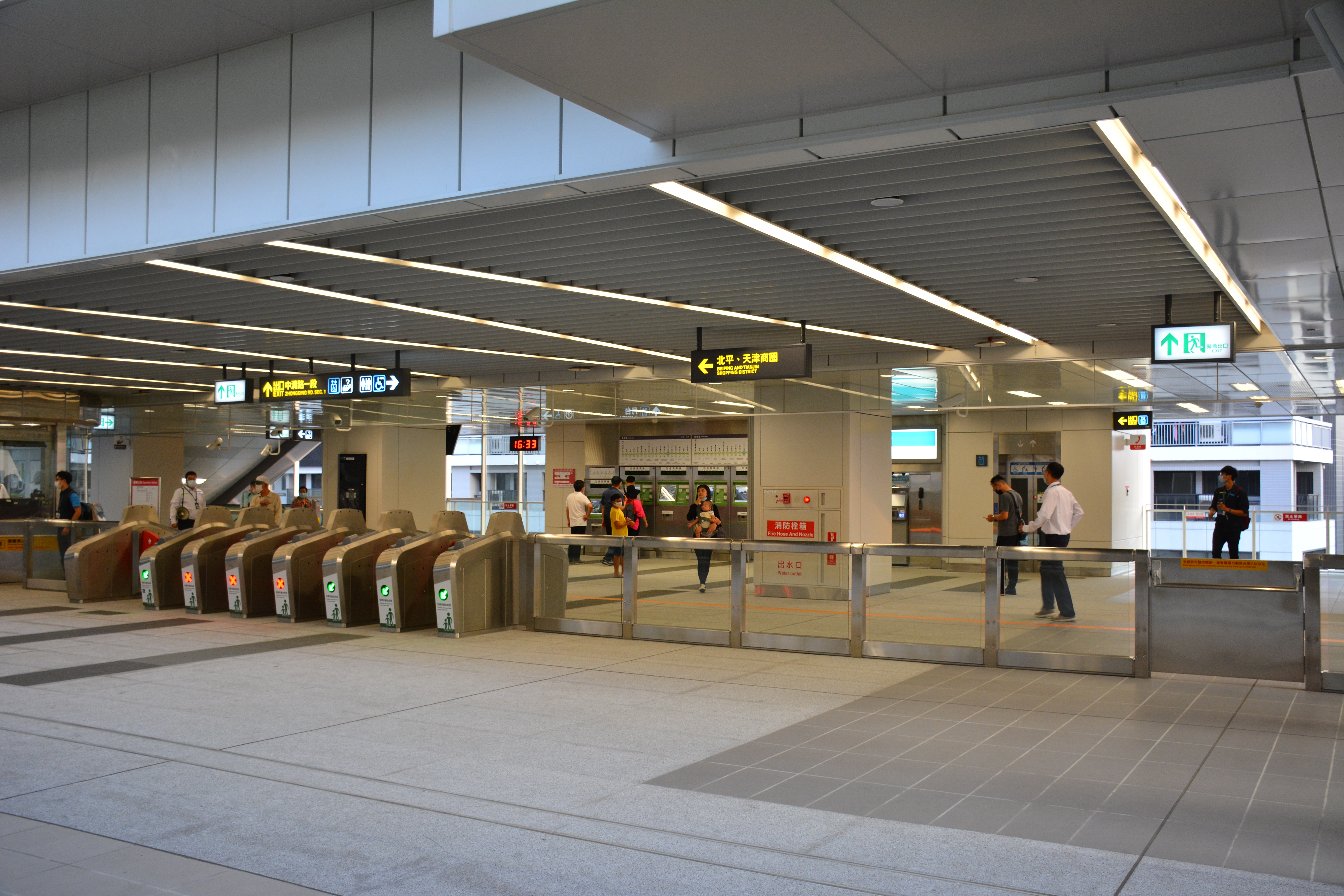
文心中清站綠線驗票閘門

## 外部連結
- 捷運綠線(公開)
- 文心中清站（台中捷運股份有限公司） （页面存档备份，存于）

Template:臺中捷運轉乘車站